# Liste der Bodendenkmale in Stolzenau
In der Liste der Bodendenkmale in Stolzenau sind die Bodendenkmale der niedersächsischen Gemeinde Stolzenau aufgeführt. Die Quelle ist der Denkmalatlas Niedersachsen. 

Stolzenau im Landkreis Nienburg

Der Stand der Liste ist der 14. Januar 2025.

## Allgemein
In den Spalten finden sich folgende Informationen des Bodendenkmales:
Lagegeographische Koordinaten
BezeichnungBezeichnung lt. Denkmalatlas
BeschreibungBeschreibung lt. Denkmalatlas
IDObjekt-ID
BildBild, ggf. zusätzlich mit Link zu weiteren Fotos im Medienarchiv Wikimedia Commons.

## Schinna
| Lage                      | Bezeichnung        | Beschreibung | ID       | Bild           |
| ------------------------- | ------------------ | --- | -------- | -------------- |
| 52° 32′ 4″ N, 9° 4′ 42″ O | Schinna 2, Kloster | Stiftung des Grafen Wilbrand I. von Loccum-Hallermund aus dem Jahr 1148. Wilbrand war ein Sohn des Grafen Burchard von Loccum (de Lucca), dem Grafen von Friesland. Von 2009 bis 2012 fanden mehrere systematische archäologische Untersuchungen auf dem ehemaligen Klostergelände statt. Auf dem Baubestand des Klosters sind heute noch vier Gebäude vorhanden, das Abtshaus, der westliche und südliche Flügel des Konventsgebäudes und eine Fachwerkkirche (nach Dendrodaten errichtet 1539/40). Bei den archäologischen Untersuchungen konnten bislang Reste der Vorgängerbauten der Kirche und eines Friedhofes dokumentiert werden. | 36632745 | Weitere Bilder |

## Stolzenau
| Lage                       | Bezeichnung                    | Beschreibung | ID       | Bild |
| -------------------------- | ------------------------------ | --- | -------- | ---- |
| 52° 30′ 29″ N, 9° 4′ 21″ O | Stolzenau 33, Stadtbefestigung | Stolzenau besaß in der frühen Neuzeit eine Befestigung. Lt. Plan aus dem Jahre 1625 umschlossen Mauern (?) Wall und Gräben die Stadt an drei Seiten, die O-Seite war durch das Schloss mit weiteren Befestigungswerken an der Weser geschützt. Es sind 3 Tore namentlich bekannt, im SW das Kuh(e)-Tor, im N das Neue Tor und im SO das Neue-Brücken-Tor, der Zugang zum Schloss war durch eine Bastion geschützt. Die Stadtbefestigung ist heute überwiegend abgetragen, zerstört bzw. überbaut. Im W war sie im Bereich des Weisen Graben unterbrochen, im O begrenzten Schloss, die Weser und der Weise Graben das Stadtgebiet. - Teilstück ID: 39223634 | 38622202 | BW   |